# Wassili Petrowitsch Botkin

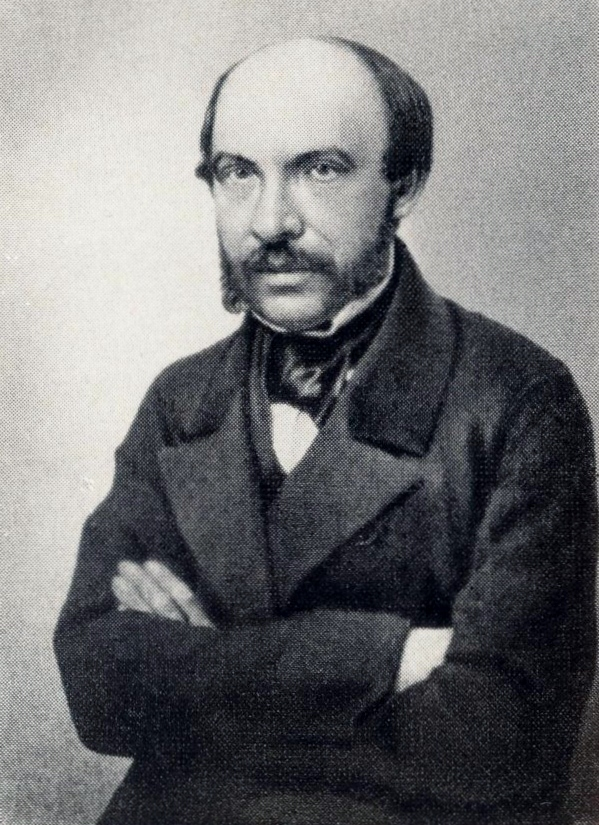
Wassili Petrowitsch Botkin

Wassili Petrowitsch Botkin (russisch Василий Петрович Боткин; wiss. Transliteration Botkin Vasilij Petrovič; geb. 8. Januar 1812 in Moskau; gest. 22. Oktober 1869 in Sankt Petersburg) war ein russischer Schriftsteller und Literaturkritiker, Westler, Mitglied des Stankewitsch-Kreises.

## Leben
Botkin wurde in einer Kaufmannsfamilie geboren. Er ist der Autor von Artikeln über Poesie, Malerei und Musik. Er war einer der Ideologen der Westler und des aristokratischen Liberalismus, ein Vertreter der ästhetischen Kritik und der Theorie der L’art pour l’art.
In Frankreich traf er mit Victor Hugo zusammen. In den frühen 1840er Jahren stand er A. I. Herzen und N. P. Ogarjow nahe.
Er ist der Autor der hochgeschätzten Briefe über Spanien (russisch Письма об Испании; 1857 als Buch erschienen), die mit seinen Auslandsreisen und Korrespondenz mit zahlreichen Persönlichkeiten aus der Welt der Kultur verbunden sind.
Wassili Botkin war der ältere Bruder des berühmten Arztes Sergei Botkin und Freund von Turgenew sowie von Belinski (mit dem er in regem Austausch stand), der ihn für die Vaterländischen Annalen (Otetschestwennyje Sapiski) arbeiten ließ.